# Jon Stanhope
Jonathon Donald Stanhope (29 de abril de 1951) foi o Ministro Chefe do Território da Capital da Austrália, de 2001 até 2011, representando o Partido Trabalhista Australiano, o ALP.

## Biografia
Stanhope nasceu em Gundagai, em Nova Gales do Sul mas se mudou para Canberra para estudar na Universidade Nacional da Austrália. Após se formar em Direito, Stanhope se tornou secretário de serviço público lidando com veteranos do Partido Trabahista Australiano, incluindo Kim Beazley.
Em 1998 Stanhope foi eleito para a Assembléia Legislativa do Território da Capital da Austrália e imediatamente se tornou líder do partido. Stanhope teve papel fundamental na queda do governo liberal de Kate Carnell. 

### Ministro-chefe
Jon foi eleito Ministro Chefe do TCA em 2001 quando os Trabalhistas ocuparam oito das 17 cadeiras da Assembléia. Uma nona cadeira quase foi ocupada devido aos 300 votos a mais o que daria pela primeira vez na história do TCA, uma maioria simples.

### Queimadas de 2003
Canberra foi atingida pelas queimadas a arbustos em janeiro de 2003. Quatro pessoas morreram e 500 casas foram destruídas pelas chamas. O Ministro Chefe fez alertas quanto ao risco de uma grande queimada uma semana antes quando ele pessoalmente pulou de um helicóptero em uma barragem para salvar o piloto de um outro helicóptero que havia caído na água. Em maio de 2004, Stanhope admitiu que teria esquecido de um telefonema dos serviços de emergência um dia antes das queimadas, apesar de anteriormente disserem que não, fazendo com que alguns setores da comunidade questionassem se havia ou não avisos razoáveis e adequados ao tipo de desastre que estaria por vir. Stanhope sofreu uma moção de censura na Assembléia da oposição liberal que, se passasse, significaria que ele deveria renunciar ao cargo de Ministro Chefe. Pelo contrário, a moção foi derrubada por uma outra dos democratas que foi aprovada, significando que Stanhope manteria seu cargo, e seria subseqüentemente reeleito para formar um governo majoritário.
O TCA foi a primeira (e ainda a única) jurisdição na Austrália a apresentar o Ato de Direitos Humanos, em 2004.

### Reeleição
Nas eleições de 2004 do TCA, Stanhope e o PTA ocuparam assentos suficientes para formar um governo majoritário, pela primeira vez na história do Território.
Em 14 de outubro de 2005, Stanhope tomou a polêmica decisão de divulgar os rascunhos de caráter confidencial do Plano Federal Anti-Terrorismo no sítio   para que a comunidade pudesse discutir e debater as propostas. O ato foi em parte considerado louvável, mas também reprovável, mesmo assim acabou aprovado sem a oportunidade de debates. 
Em junho de 2006 Jon reclamou do baixo orçamento do TCA 2006-07. Fazendo com que o Governo do Território, iniciasse um corte de custos, ameaçando fechar 38 escolas de Ensino Fundamental e uma de Ensino Médio. A proposta de fechamento está sendo analisada com uma consulta à comunidade até dezembro de 2006.

### Aposentadoria
Stanhope aposentou-se em 12 de maio de 2011 e foi substituído por Katy Gallagher.